# Jozef Cochez
Jozef Cochez (Eksaarde, 28 maart 1884 - Leuven, 27 juli 1956) was een Belgisch hoogleraar en latinist.

## Levensloop
Cochez ontving de priesterwijding op 2 september 1906. Hij promoveerde in 1909 tot doctor in de wijsbegeerte en letteren aan de Katholieke Universiteit Leuven op een proefschrift met als titel L'Un, principe suprême dans la philosophie de Plotin. In 1909 werd hij leraar aan het Sint-Antoniuscollege in Ronse. In 1910 werd hij uitgeroepen tot eerste laureaat in de door de regering uitgeschreven wedstrijd voor reisbeurzen. Hij onderbrak zijn leraarschap en trok naar Parijs, Rome, Griekenland en Berlijn.
Tijdens de Eerste Wereldoorlog was hij legeraalmoezenier in het King Albert Hospital in Londen, dat zich om Belgische gekwetste soldaten bekommerde. Hij bleef vervolgens legeraalmoezenier bij het Belgisch bezettingsleger in Duitsland tot in 1921.
In 1921 werd hij de eerste Nederlandstalige hoogleraar Latijn aan de Katholieke Universiteit Leuven en bleef dit tot aan het emeritaat in 1945. Hij doceerde de materies: 
- verklaring van Latijnse schrijvers,
- encyclopedie van de klassieke filologie,
- filologische oefeningen over het Latijn,
- geschiedenis van de Latijnse literatuur,
- Griekse en Latijnse paleografie.

Hij speelde een essentiële rol in de opleiding van een eerste generatie Nederlandstalige klassieke filologen in België.
Hij deed tekstuitgaven van Latijnse schrijvers (Cicero, Vergilius) en publiceerde studies, o.m. over Plotinus. Hij was de stichter, in 1929, van het tijdschrift Philologische Studiën.
Hij schreef zelf veel Latijnse teksten, onder meer gelegenheidsteksten, zoals huldeadressen in opdracht van zijn alma mater en ook enkele gedichten.
In 1929 werd hij erekanunnik van de Gentse Sint-Baafskathedraal.

## Publicaties
- Plotin et les mystères d'Isis, in: Revue néo-scolastique de Philosophie, 18, Leuven, 1911, pp. 328-340.
- Les religions de l'Empire dans la philosophie de Plotin, in: Mélanges d'histoire offerts à Charles Moeller, II, Leuven-Parijs, 1914, pp. 85-101.
- L'Esthétique de Plotin, Leuven, 1913 (eerste prijs in de interuniversiraire wedstrijd).
- Homeros, de Ilias en de Mykeensche beschaving, in: Nova et Vetera, Brussel, 4, 1921.
- M. Tullius Cicero, Oratio pro Sulla, cum delectu adnotationum criticarum, Lovanii, 1923.
- Cicero's pleitrede voor Publius Sulla, vertaald, in: Philologische Studiën, Leuven, 1929.
- De handschriftelijke overlevering van Plotinos, in: Philologische Studiën, Leuven, 1933-1934.
- (samen met J.  Vergote), Over Classieke Philologie en methodeleer der tekstcritiek, in: Verhandelingen van de Katholieke Vlaamsche Hoogeschooluitbreiding, Antwerpen, en Philologische Studiën, Leuven, 1937.
- P. Vergilius Maro, Aeneïs I. Inleiding, tekst, commentaar, registers, in: Philologische Studiën, Leuven, 1938.
- De pleitrede van Cicero voor Publius Sulla, uitgegeven, vertaald en verklaard, in: Philologische Studiën, Leuven, 1940.
- De eerste satire van Juvenalis, ingeleid, verklaard en met de samengaande derde satire vertaald, Leuven, Weynants, 1941.
- Q. Horatius Flaccus. Een krans van Oden uit Horatius, vertaald, Leuven, 1947.